# Xenon (processor)

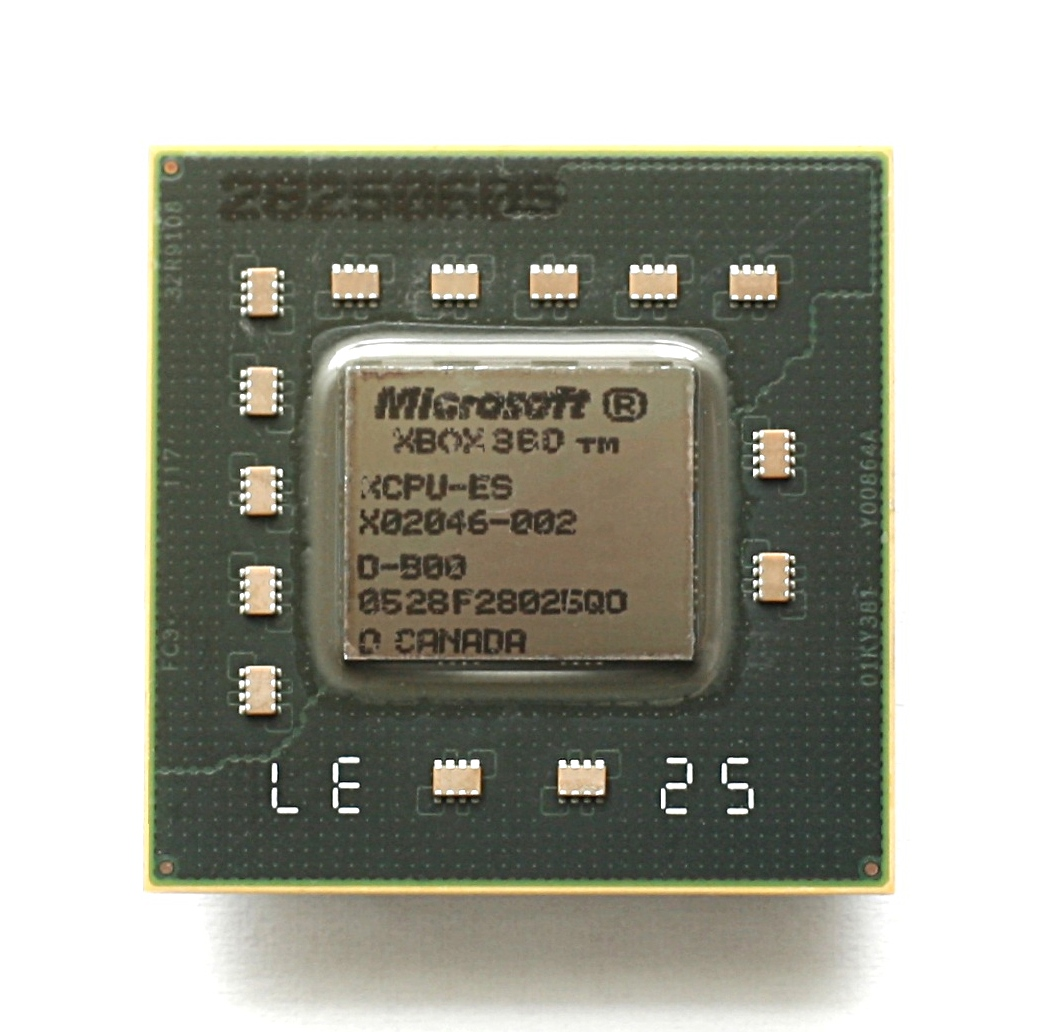
Mikroprocessorn Xenon från ett Xbox 360.

Xenon är en PowerPC-baserad processor tillverkad av det amerikanska företaget IBM. Processorn används av Microsoft vid tillverkning av TV-spelkonsollen Xbox 360.